# Birkenfeld (Main-Spessart)
Birkenfeld egy bajor község a Main-Spessart járásban Alsó-Frankföldben. Lakosainak száma 2207 fő (2023. december 31.). Birkenfeld Karbach, Urspringen, Zellingen, Leinach, Greußenheim és Remlingen községekkel határos.

## Népesség
A település népessége az elmúlt években az alábbi módon változott:
| Lakosok száma | 1226 | 1666 | 1405 | 2158 | 2151 | 2132 | 2127 | 2152 | 2175 | 2207 |
|               | 1875 | 1950 | 1975 | 2011 | 2013 | 2014 | 2016 | 2019 | 2021 | 2023 |

 A község főhelye Birkenfeld.

## Községrészek
- Billingshausen
- Birkenfeld
  - Weidenmühle